# هراچیا شاه‌عزیزیان
هراچیا بابکنی شاه‌عزیزیان (ارمنی: Հրաչյա Բաբկենի Շահազիզյան؛ زادهٔ ۱۷ فوریهٔ ۱۹۴۷) ورزشکار اهل ارمنستان است.

## زندگی‌نامه
وی در ۱۷ فوریهٔ ۱۹۴۷ در گیومری به دنیا آمد و از دانشگاه پلی‌تکنیک ارمنستان فارغ‌التحصیل گشت. وی برنده جوایزی همچون قهرمان ورزشی اتحاد شوروی و مدال موسس خورناتسی (۲۰۰۳) است.